# Błonie (Subcarpacia)
Błonie [pronunciación en polaco: /ˈbwɔɲe/] es un pueblo en el distrito administrativo de Gmina Przecław, dentro del Distrito de Mielec, Voivodato de Subcarpacia, en del sudoeste de Polonia. Se encuentra aproximadamente 10 kilómetros al sur de Mielec y 42 kilómetros al de la capital regional, Rzeszów.